# Болгария на «Евровидении-2005»
Болгария дебютировала в пятидесятом, юбилейном, телевизионном конкурсе Евровидение-2005, который состоялся 19 и 21 мая в Киеве, Украина. Страну представляла джазовая группа Kaffe с песней Lorraine, написанной Весселином Весселиновым-Эко и Орлином Павловым. Поскольку Болгария ранее не участвовала на Евровидение, то ей пришлось принять участие в полуфинале конкурса. По итогам голосования страна заняла 19-е место из 25, набрав 49 баллов, и, таким образом, не смогла пройти квалификацию и выйти в финал. Тем не менее, Lorraine стала предшественницей болгарской заявки на Евровидение-2006 Let Me Cry в исполнении Марианы Поповой. Конкурс был показан BNT на канале BNT 1 с комментариями Елены Розберг и Георги Кушвалиева. Глашатаем, объявлявшим очки болгарских телезрителей, была Евгения Атанасова.

## До «Евровидения»

### Българската песен в "Евровизиа 2005"
Болгарская телекомпания BNT в 2005 году осуществила первую организацию отбора заявки на Евровидение с помощью национального финала под названием Българската песен в "Евровизиа 2005". Со 2 декабря 2004 по 15 января 2005 года BNT принимала заявки от заинтересованных артистов и авторов песен для участия в публичном отборе. К концу приёма телекомпания получила 104 заявки, 24 из которых были в итоге отобраны экспертной комиссией во главе с программным директором BNT Бориславом Геронтиевым и анонсированы 18 января 2005 года. Все композиции были сочинены и исполнены либо на болгарском, либо на английском языке.

#### Полуфинал
22 января 2005 года состоялся полуфинал Българската песен в "Евровизиа 2005" в телестудии BNT в Софии. Ведущими были Александра Сухарджиева и Деян Славчев.  24 песни прозвучали в полуфинале, а 12 из них прошла на финальный раунд путём голосования экспертной комиссии, состоявшей из 11 человек. В поддержку конкурсантов во время антракта выступила группа Bon-Bon.
| Порядковый номер | Исполнитель                                             | Название песни         | Результат |
| ---------------- | ------------------------------------------------------- | ---------------------- | --------- |
| 1                | Relax                                                   | Търся теб              | Не прошёл |
| 2                | Kaffe                                                   | Lorraine               | Прошёл    |
| 3                | Дони и Нети                                             | Покажи ми              | Не прошёл |
| 4                | Васил Найденов, Роберта, Мариана Попова и Орлин Горанов | Аз знам                | Прошёл    |
| 5                | Grafa                                                   | Ако има рай            | Прошёл    |
| 6                | Слави Трифонов и Софи Маринова                          | Единствени             | Прошёл    |
| 7                | Нона Йотова                                             | Ке те молам            | Не прошёл |
| 8                | Крастина Кокорска                                       | Call on Me             | Не прошёл |
| 9                | Нина Николина                                           | Не мога                | Не прошёл |
| 10               | Дарина Иванова и                                        | United Voices          | Не прошёл |
| 11               | Сашка Виттау                                            | Kissing Your Lips      | Не прошёл |
| 12               | Иван Георгиев-Устата                                    | Всички дрехи ми пречат | Прошёл    |
| 13               | Стоян Роянов                                            | Таодос                 | Прошёл    |
| 14               | Айя                                                     | My Love                | Прошёл    |
| 15               | Груди Нейков                                            | Някой те чака          | Не прошёл |
| 16               | Deep Zone Project feat. Aiya and Vesela                 | The Dance of the World | Прошёл    |
| 17               | Веселин Маринов                                         | Следа по пясъка        | Не прошёл |
| 18               | Duet Mania                                              | Bitter Sweet           | Прошёл    |
| 19               | Васко Иванов                                            | Само един момент       | Не прошёл |
| 20               | Галина Димитрова-Кали                                   | Молитва                | Прошёл    |
| 21               | L.A.                                                    | Любов на снимка        | Не прошёл |
| 22               | Gravity Co.                                             | What I Want            | Прошёл    |
| 23               | Melody                                                  | Открий ме сега         | Прошёл    |
| 24               | Весела Желева                                           | Вярвай                 | Не прошёл |

#### Финал
Финал Българската песен в "Евровизиа 2005" состоялся 12 февраля 2005 года в Национальном Дворце Культуры в Софии. Ведущими, как и в полуфинале, были Александра Сухарджиева и Деян Славчев. С 28 января по 12 февраля 2005 года проходило публичное телеголосование, которое определило группу Kaffe в качестве победителей. Слави Трифонов и Софи Маринова отказались исполнять свою песню в финале, ссылаясь на то, что голосование было подстроено в пользу Kaffe. По его итогам была объявлена тройка лучших.
| Порядковый номер | Исполнитель                                             | Название песни         | Голоса | Место |
| ---------------- | ------------------------------------------------------- | ---------------------- | ------ | ----- |
| 1                | Deep Zone Project feat. Aiya and Vesela                 | The Dance of the World | —      | —     |
| 2                | Айя                                                     | My Love                | —      | —     |
| 3                | Kaffe                                                   | Lorraine               | 76590  | 1     |
| 4                | Стоян Роянов                                            | Таодос                 | —      | —     |
| 5                | Слави Трифонов и Софи Маринова                          | Единствени             | 48803  | 2     |
| 6                | Gravity Co.                                             | What I Want            | —      | —     |
| 7                | Duet Mania                                              | Bitter Sweet           | —      | —     |
| 8                | Melody                                                  | Открий ме сега         | —      | —     |
| 9                | Галина Димитрова-Кали                                   | Молитва                | —      | —     |
| 10               | Васил Найденов, Роберта, Мариана Попова и Орлин Горанов | Аз знам                | —      | —     |
| 11               | Иван Георгиев-Устата                                    | Всички дрехи ми пречат | —      | —     |
| 12               | Grafa                                                   | Ако има рай            | 7586   | 3     |

### Разногласия
После объявления Kaffe победителем болгарского национального финала, из зала послышались крики негодования, и некоторые из зрителей покинули зал до повторного выступления группы. Впоследствии Слави Трифонов выдвинул дополнительные обвинения в том, что продюсеры Kaffe заранее купили SIM-карты и наняли людей, чтобы они голосовали за них; Lorraine получила всего 3000 голосов до финала, однако в последний момент их число резко возросло на 60 000. 13 февраля оператор мобильной связи MobilTel, который отвечал за SMS-голосование, опубликовал заявление, подтверждающее законность результатов. BNT также заявил, что рассмотрит возможность подачи судебного иска против отказа Трифонова исполнять свою песню в финале.

## На «Евровидении»
Согласно правилам Евровидения все страны, за исключением страны-победительницы предыдущего года, "Большой четвёрки" (Великобритания, Германия, Испания и Франция) и десяти стран, занявших самые высокие места на конкурсе 2004 года, должны были пройти квалификацию на выход в финал из полуфинала. Поскольку Болгария ранее не участвовала на Евровидение, то ей пришлось принять участие в полуфинале конкурса. 22 марта 2005 года была проведена жеребьёвка, согласно которой Болгария должна выступить под номером 21, между Хорватией и Ирландией. В конце полуфинала Болгария не была объявлена среди десяти лучших участников, и, следовательно, не прошла в финал. По итогам голосования страна заняла 19-е место из 25, набрав 49 баллов. 12 баллов болгарские телезрители присудили в полуфинале Белоруссии, а в финале - стране-победительнице Греции. Россия не присудила Болгарии ни одного балла в полуфинале.

### Голосование
| Очки      | Страна                                       |
| --------- | -------------------------------------------- |
| 12 баллов |                                              |
| 10 баллов | - Кипр                                       |
| 8 баллов  | - Македония                                  |
| 7 баллов  | - Греция - Молдова                           |
| 6 баллов  | - Испания                                    |
| 5 баллов  | - Турция                                     |
| 4 балла   | - Албания                                    |
| 3 балла   |                                              |
| 2 балла   |                                              |
| 1 балл    | - Босния и Герцеговина - Сербия и Черногория |

| Очки      | Страна     |
| --------- | ---------- |
| 12 баллов | Белоруссия |
| 10 баллов | Македония  |
| 8 баллов  | Хорватия   |
| 7 баллов  | Венгрия    |
| 6 баллов  | Молдова    |
| 5 баллов  | Румыния    |
| 4 балла   | Израиль    |
| 3 балла   | Швейцария  |
| 2 балла   | Норвегия   |
| 1 балл    | Ирландия   |

| Очки      | Страна     |
| --------- | ---------- |
| 12 баллов | Белоруссия |
| 10 баллов | Македония  |
| 8 баллов  | Хорватия   |
| 7 баллов  | Венгрия    |
| 6 баллов  | Молдова    |
| 5 баллов  | Румыния    |
| 4 балла   | Израиль    |
| 3 балла   | Швейцария  |
| 2 балла   | Норвегия   |
| 1 балл    | Ирландия   |

| Очки      | Страна              |
| --------- | ------------------- |
| 12 баллов | Греция              |
| 10 баллов | Кипр                |
| 8 баллов  | Румыния             |
| 7 баллов  | Македония           |
| 6 баллов  | Молдова             |
| 5 баллов  | Венгрия             |
| 4 балла   | Сербия и Черногория |
| 3 балла   | Турция              |
| 2 балла   | Хорватия            |
| 1 балл    | Норвегия            |